# Уррутия, Альесер
Альесер Уррутия Дельгадо (исп. Aliecer Urrutia Delgado; род. 22 сентября 1974, Вилья-Клара) — бывший кубинский легкоатлет, специализировавшийся в тройном прыжке. Экс-рекордсмен мира в помещении.

## Карьера
Впервые на международной арене Альесер Уррутия выступил в 1993 году на чемпионате стран Центральной Америки и Карибского бассейна в Кали. Там он завоевал серебряную медаль с результатом 16.35. 
В 1996 году Уррутия единственный раз в карьере выступил на Олимпийских играх. В квалификации он смог в лучшей попытки прыгнуть всего на 16.71 и стал пятнадцатым. Этот результат не позволил ему пробиться в финал и побороться за олимпийские медали.
Сезон 1997 года выдался для кубинского прыгуна лучшим в карьере. Первого марта 1997 на соревнованиях в немецком Зиндельфингене Уррутия улетел в лучшей попытке на 17.83, установив новый мировой рекорд в помещении. Спустя неделю он стал вторым на чемпионате мира в помещении, уступив в борьбе за золото три сантиметра своему соотечественнику Йоэлю Гарсии. 
Летом того же года кубинец стал вице-чемпионом Универсиады, а на первенстве мира в Афинах завоевал бронзовую награду, вновь пропустив перед собой соотечественника Квисаду и легендарного британца Джонатана Эдвардса.
Альесер Уррутия завершил карьеру в 2002 году.
До 2004 года кубинец был единоличным рекордсменом мира в помещении, пока в марте 2004 года его результат на повторил шведский прыгун Кристиан Ульссон. С ним Уррутия делил звание рекордсмена до 2011 года, пока французский атлет Тедди Тамго не показал результат 17.92.